# Gelsenkirchen
Gelsenkirchen er en tysk by i staten Nordrhein-Westfalen beliggende i Tysklands største byområde, Ruhr-distriktet. Pr 31. december 2016 havde byen 262.528 indbyggere, og et areal på 104,85 km². Schalke 04 er en fodboldklub fra gelsenkirchenområdet. Den største travbane i landet, Trabrennbahn Gelsenkirchen, er desuden beliggende i byen.
- Kors på Helligkorskirken i Gelsenkirchen